# Monfaucon (Hautes-Pyrénées)
Monfaucon település Franciaországban, Hautes-Pyrénées megyében. Lakosainak száma 203 fő (2022. január 1.). Monfaucon Sauveterre, Saint-Justin, Ansost, Barbachen, Buzon, Gensac és Lafitole községekkel határos.

## Népesség
A település népességének változása:
| Lakosok száma | 217  | 215  | 219  | 210  | 209  | 209  | 208  | 206  | 203  |
|               | 2013 | 2015 | 2016 | 2017 | 2018 | 2019 | 2020 | 2021 | 2022 |